# Братское (Великоустюгский район)
Братское — деревня в Великоустюгском округе Вологодской области.
Входила в состав упразднённого Опокского сельского поселения, с точки зрения административно-территориального деления — в Опокский сельсовет.
Расстояние по автодороге до окружного центра Великого Устюга — 55 км, до территориального отдела в Полдарсе — 10 км. Ближайшие населённые пункты — Студёное, Красная Гора, Порог.
По данным переписи в 2002 году постоянного населения не было, численность фактически проживающего населения на 2023 год — 0 человек. 
Деревня пользуется популярностью для туристов и гостей, так как неподалёку от неё расположен фонтанирующий источник Опоки.